# Cerapteryx megala
Cerapteryx megala är en fjärilsart som beskrevs av Alphéraky 1882. Cerapteryx megala ingår i släktet Cerapteryx och familjen nattflyn. Inga underarter finns listade i Catalogue of Life.